# Pan
För andra betydelser, se Pan (olika betydelser).

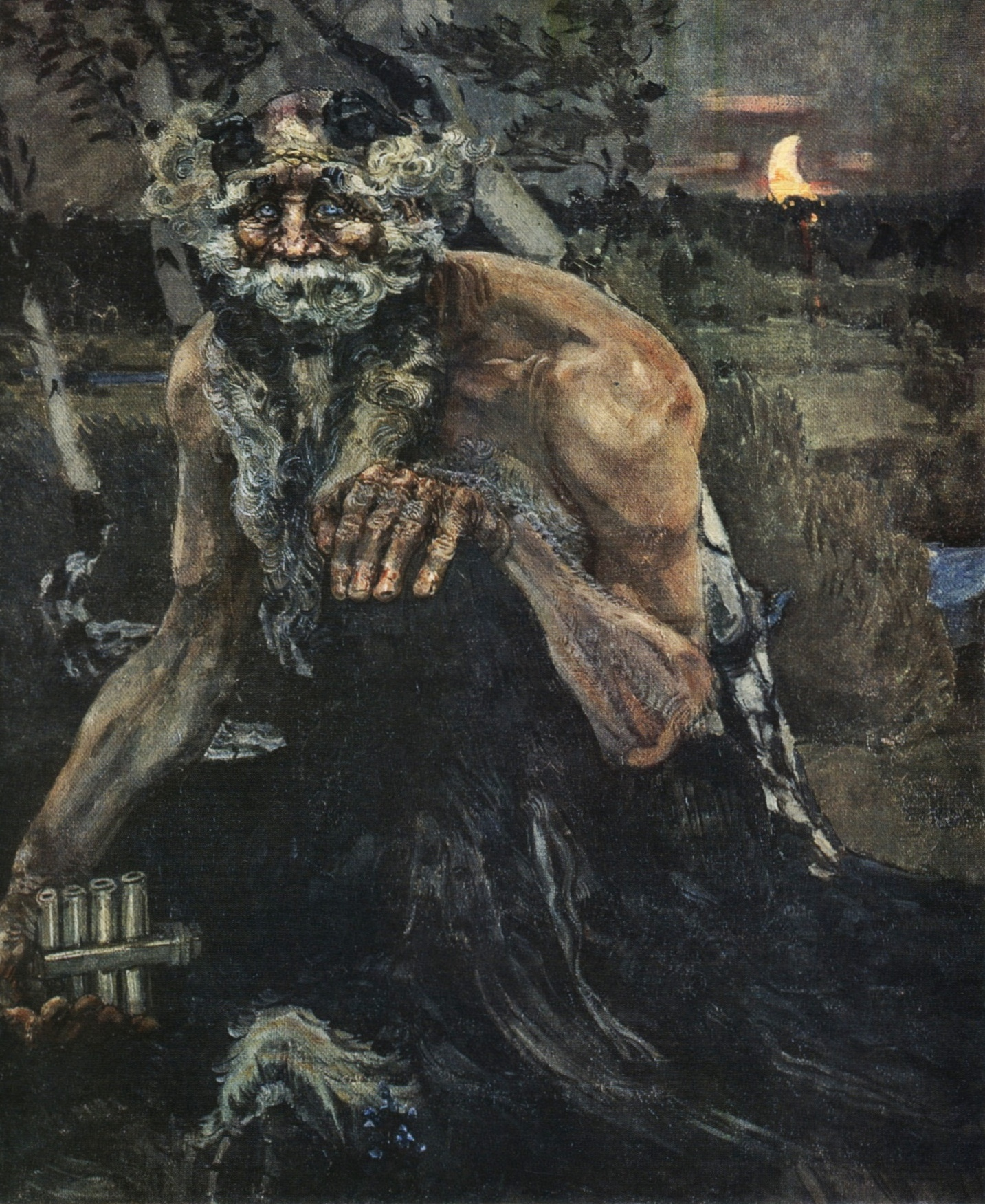
Pan, målning av Michail Vrubel (1900).

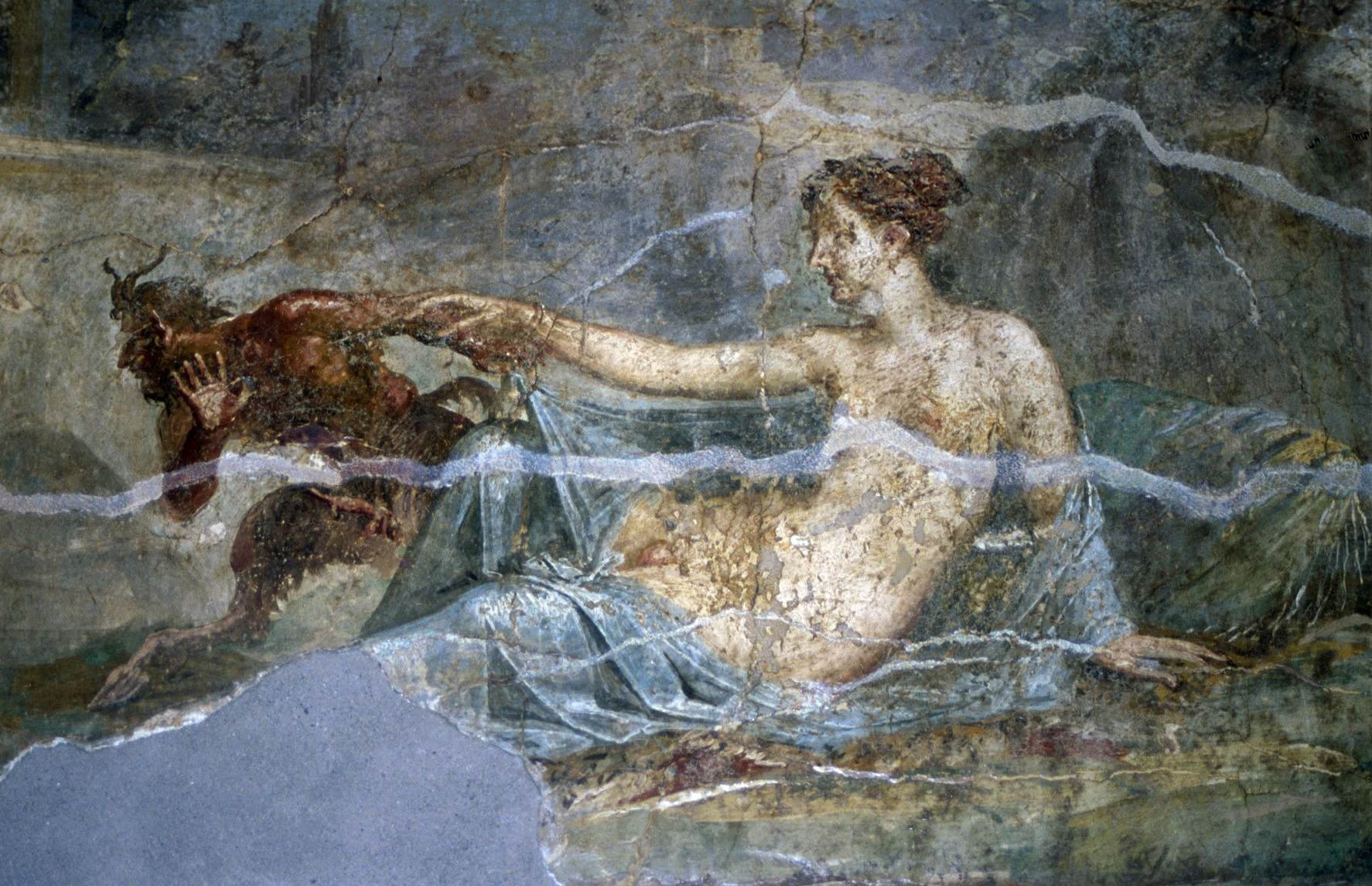
Romersk fresk från Pompeji föreställande Pan och Hermafroditos.

Pan var i grekisk mytologi en gud som associerades med skogar, fält, herdar och deras hjordar. Hans romerske motsvarighet hette Faunus.

## Historik och beskrivning
Ursprungligen var Pan en lokal herdegud i Arkadien på Peloponnesos Namnet antas härstamma från grekiskans paein (πάειν), ungefär motsvarande betande.
Pan brukar gestaltas som en man med lurviga ben och bockfötter. Han sägs fördriva tiden i skogen med att spela på sin flöjt och injaga skräck i människor han möter. Enligt myten skall Pan ha förälskat sig i nymfen Syrinx och förföljt henne. För att undkomma Pan förvandlade sig Syrinx till vass. För att vinna Syrinx skar Pan av vasstråna och band dem till en flerpipig flöjt – panflöjten. Därigenom erövrade Pan henne, och han spelade ofta på henne.
I en annan historia anordnas en musiktävling mellan Pan och Apollon. Berget Tmolus utses till domare och även Pans lärjunge kung Midas närvarar. Apollon koras som segrare men till hans förtret instämmer inte Midas i beslutet. Apollon ordnar som hämnd så att kung Midas får åsneöron.
Pan har satyrer till följeslagare.
Under middagstiden vilar han och vill inte bli störd, och en plötslig panik i en boskapshjord tillskrevs pan, därav ordet panik eller "panisk skräck". Pan kunde också injaga panik i arméer.
Enligt en legend var det Pan som injagade en sådan skräck hos perserna i Slaget vid Marathon, varför atenarna efter segern tillägnade honom en grotta på Akropolis norra sida.
En egendomlig saga talar också om "Den store Pans död".
I romersk mytologi likställdes han ofta med Marsyas eller Faunus. Senare tiders filosofiska spekulationer försökte genom en felaktig namntolkning (pan = alltet, universum) göra antaganden om att Pan ursprungligen varit världsalltets Gud.
Pans attribut var, förutom herdepipan och herdestaven, en barrträdskrans.

## Familj
Pan var son till Hermes och nymfen Dryope, som enligt legenden övergav honom på grund av hans fulhet. Hans hustru hette Aix och var antingen en nymf eller en get.
Pan hade ett flertal barn tillsammans med olika nymfer. Tillsammans med Ismenis hade han sonen Krenaios, och med nymfen Eupheme fick han sonen Krotos.

## Namngivet
Nedslagskratern Pan på Jupiter månen Amalthea och asteroiden 4450 Pan är uppkallad efter honom.